# Banjaluka
Banjaluka (srbsko Бања Лука) je z okoli 250.000 prebivalci drugo največje mesto v Bosni in Hercegovini. Banjaluka je tudi prestolnica entitete Republike Srbske in največje mesto Bosanske Krajine. Mesto leži na bregovih reke Vrbas, na kraju, kjer že izgublja lastnosti gorske reke in se nato po ravnini vije do izliva v reko Savo. Vrbas teče po sredini mesta in na mestnem področju se v njega izlivajo pritoki Suturlija, Crkvena in Vrbanja. Mesto je politično, kulturno in gospodarsko središče bosanskih Srbov, ki v mestu danes predstavljajo 90 % prebivalstva.
V bližini je Mednarodno letališče Banjaluka. V mestu imata sedež Univerza v Banjaluki in Skupščina Republike srbske, eparhija Srbske pravoslavne cerkve, od 1881 pa ima v njej sedež tudi rimskokatoliška škofija. 

## Zgodovina

### Rimsko obdobje
Trdnjava Kastel je skozi vse zgodovinske epohe predstavljala najpomembnejšo zgradbo. V njej so bila najdena bogata arheološka odkritja. Prvi najdeni ostanki so iz mlajšega paleolitika. Na ožjem območju Banjaluke so arheološke raziskave pokazale sledi naselij iz nekoliko mlajše, eneolitske dobe. Leta 1974 so odkrili ostanke Badenske kulture. 
Rimski vojskovodja Germanik je v prvih letih našega štetja zavzel območje današnje Banjaluke. Na mestu trdnjave je bil postavljen rimski vojaški tabor, imenovan utrdba Kastra (lat. Castra). Pomembno je omeniti, da je skozi to mesto potekala antična prometna pot. Na Antoninovem itinerarju in Peutingerjevi karti, ki določata smer poti Salon-Servicij, je označena postaja Kastra. Antično kulturo je zamenjala civilizacija slovanskih plemen.

### Srednji vek
Slovani so se na Balkan naselili v 6. stoletju. Srednjeveške trdnjave v bližini Banjaluke so Vrbas (1224), Župa Zemljanik (1287), Kotor Varoš (1323), Zvečaj (1404) in Bočac (1446). V listini, ki jo je 6. februarja 1494 napisal kralj Vladislav II., je Juraj Mikulasić omenjen kot banjaluški kaštelan. Pod mestom je bilo manjše naselje z enim katoliškim samostanom.
Frančiškani so se v Banjaluki naselili že v 14. stoletju, in so v naselju Petričevac, nedaleč od centra mesta, leta 1378 zgradili prvi frančiškanski samostan v tem delu Bosne in Hercegovine. 
Prvič je bilo mesto z imenom Banjaluka v zgodovinskih virih omenjeno v listini s 6. februarja 1494 tedanjega ogrskega kralja Vladislava II. kot majhna ogrska utrdba in del novo oblikovane »Jajačke banovine«.

### Osmanska vladavina
Banjaluka je padla pod Osmane leta 1527. Nekaj pred letom 1554, do leta 1580 je postala je sedež Bosanskega sandžaka, ko je bil ustanovljen Bosanski pašaluk. Bosanski beglerbegi so imeli sedež v Banjaluki do leta 1639. Gazi Ferhad-paša Sokolović, sorodnik velikega vezirja Mehmed-paše Sokolovića, je po vrnitvi v Bosno leta 1574 začel graditi več kot 200 stavb, od obrtniških in prodajnih trgovin do skladišč žita, kopališč in mošej. Med pomembnejšimi naročili sta bili mošeji Ferhadija in Arnaudija, med gradnjo katerih je bila zgrajena vodovodna infrastruktura, ki je oskrbovala okoliška stanovanjska naselja. To je spodbudilo gospodarski in urbani razvoj Banjaluke, ki je kmalu postala eno vodilnih trgovskih in političnih središč v Bosni. Bila je tudi osrednji sandžak v Bosanskem ejaletu. Leta 1688 je mesto požgala avstrijska vojska, a si je hitro opomoglo. Poznejši občasni vdori avstrijske vojske so spodbudili vojaški razvoj v Banjaluki, ki je postala strateško vojaško središče. Pravoslavne cerkve in samostani v bližini so bili zgrajeni v 19. stoletju.
V 19. stoletju so se sefardski Judje in trapisti priselili v mesto in prispevali k zgodnji industrializaciji regije z gradnjo mlinov, pivovarn, opekarn, tekstilnih tovarn in drugih pomembnih struktur. Trapistovski samostan, zgrajen v 19. stoletju, je dal ime soseski Trappisti in je na tem območju pustil veliko zapuščino s svojim sirom in proizvodnjo piva.
V letih 1835 in 1836, med osmansko upravo, so se številni Banjalučani izselili v Lešnico, Lipnico in Loznico, vasi okoli Loznice in v Šabac.

### Avstro-Ogrska oblast
Kljub vodilnemu položaju v regiji se Banjaluka kot mesto ni posodobila vse do avstro-ogrske okupacije v poznem 19. stoletju. Pojavile so se in razvijale železnice, šole, tovarne in infrastruktura, ki je Banjaluko spremenila v moderno mesto.

### Jugoslavija
Po prvi svetovni vojni je mesto postalo glavno mesto Vrbaske banovine, pokrajine Kraljevine Jugoslavije. Deželno glavno mesto se je za svoj hiter napredek zahvalilo prvemu banu Svetislavu Milosavljeviću. V tem času so bili zgrajeni Banski dvor in njegova pobratena, upravna stavba, srbska pravoslavna cerkev Svete Trojice, gledališče in muzej, obnovljena gimnazija, povečano pedagoško mesto, zgrajen mestni most in prenovljen park. Leta 1930 je v Banja Luki delovalo 125 osnovnih šol. Revolucionarne ideje tistega časa sta gojila društvo Pelagić in Klub študentov. Banjaluka je seveda postala organizacijsko središče protifašističnega dela v regiji.
Po Sarajevskem atentatu in po začetku druge svetovne vojne je bil v Banjaluki izvajan Veleizdajnički proces v katerem je Avstro-Ogrska sodila najbolj izobraženim Srbom na tem področju. Med njimi je bil tudi eden izmed največjih srbskih zgodovinarjev - Vladimir Ćorović . 
Banjaluka je bila bombardirana 9. aprila 1941. Med drugo svetovno vojno so bile številne srbske in judovske družine izgnane iz Banjaluke ali odpeljane v koncentracijsko taborišče. Mesto je bilo osvobojeno 22. aprila 1945.

### Potres 1969
26. in 27. oktobra 1969 sta dva rušilna potresa (6,0 in 6,4 stopnje po Richterjevi lestvici) poškodovala številne stavbe v Banjaluki. Približno 20 do 23 ljudi je bilo ubitih in več kot tisoč ranjenih. Veliko stavbo, imenovano Titanik, v središču mesta so zravnali z zemljo, območje pa so kasneje spremenili v osrednji javni trg. S prispevki iz vse Jugoslavije je bila Banjaluka popravljena in na novo zgrajena. V tem obdobju se je v mesto priselilo veliko srbskega prebivalstva iz okoliških vasi in iz bolj oddaljenih krajev v Hercegovini.

## Geografija
Banja Luka pokriva približno 96,2 km2 ozemlja v Bosni in Hercegovini in je na obeh bregovih Vrbasa v Banjaluški dolini, ki je značilno ravna znotraj sicer hribovitega območja. Središče Banjaluke leži 163 m  nad morsko gladino.
Izvir reke Vrbas je približno 90 km južno pri planini Vranica. Njeni pritoki - Suturlija, Crkvena in Vrbanja - se na različnih mestih v mestu izlivajo v Vrbas. V bližini je več izvirov.
Območje okoli Banja Luke je večinoma gozd in polje, čeprav je veliko gora dlje od mesta, zlasti južno od mesta. Najznamenitejše med temi gorami so Ponir (743 m), Osmača (950 m), Manjača (1214 m), Čemernica (1338 m) in Tisovac (1173 m). Vse to je del Dinarskega gorovja.

### Podnebje
Banja Luka ima zmerno vlažno subtropsko podnebje z blagimi zimami, redkimi zmrzali in toplimi poletji. Najtoplejši mesec v letu je julij s povprečno temperaturo 22,5 °C. Najhladnejši mesec v letu je januar, ko so povprečne temperature okoli 1,3 °C.
Letna količina padavin za mesto je približno 1047,5 mm. Banja Luka ima povprečno 104 deževne dni na leto. Zaradi relativno visoke zemljepisne širine mesta in lege v notranjosti, v Banja Luki v zimskem obdobju skoraj vsako leto sneži. S severa in severovzhoda lahko piha močan veter. Včasih južni vetrovi prinašajo vroč zrak z Jadranskega morja.
Najvišja zabeležena temperatura: 41,8 °C 10. avgusta 2017.
Najnižja zabeležena temperatura: −23,5 °C 15. januarja 2003.

## Gospodarstvo

### Trapisti v Banjaluki
V zgodovini razvoja mesta so imeli posebno vlogo patri trapisti, ki naj bi se v Banjaluki naselili leta 1869, in so nekaj kilometrov iz centra mesta zgradili svoj trapistovski samostan.  Veljali so za napredne in globoko verujoče ljudi, ki so tem območju uvedli nove kmetijske kulture, kot so hmelj, repa, različne vrste sadnega drevja in nove, plemenske pasme goveda. V kratkem času so ustvarili velik poljedelski, obrtniški in industrijski kompleks, ki je obsegal mlin, silos, kamnolom, kovačnico, sušilnico sadja, pekarno, klavnico, hleve, tovarno mila, tekstilno tovarno, tiskarno in mizarsko delavnico, pa tudi prvo elektrarno na reki Vrbas.

Zaslužni so bili tudi za nastanek pivovarne, izdelovali so sir trapist, zato veljajo za pionirje tukajšnje industrije.

## Deli naselja
Ada, Borik, Bulevar, Vrbanja, Kočićev vijenac, Lazarevo (Budžak), Lauš, Nova varoš, Obilićevo (Mejdan), Paprikovac, Petrićevac, Pobrđe, Rosulje, Srpske toplice, Starčevica, Šargovac, Centar in Česma

## Prebivalstvo

### Občina Banjaluka
| Pregled števila prebivalcev po letih | Pregled števila prebivalcev po letih | Pregled števila prebivalcev po letih | Pregled števila prebivalcev po letih | Pregled števila prebivalcev po letih | Pregled števila prebivalcev po letih | Pregled števila prebivalcev po letih | Pregled števila prebivalcev po letih | Pregled števila prebivalcev po letih | Pregled števila prebivalcev po letih | Pregled števila prebivalcev po letih | Pregled števila prebivalcev po letih |
| ------------------------------------ | ------------------------------------ | ------------------------------------ | ------------------------------------ | ------------------------------------ | ------------------------------------ | ------------------------------------ | ------------------------------------ | ------------------------------------ | ------------------------------------ | ------------------------------------ | ------------------------------------ |
| 1879                                 | 1885                                 | 1895                                 | 1910                                 | 1921                                 | 1931                                 | 1948                                 | 1953                                 | 1961                                 | 1971                                 | 1981                                 | 1991                                 |
| -                                    | -                                    | -                                    | -                                    | -                                    | -                                    | -                                    | -                                    | -                                    | 158.736                              | 183.618                              | 195.692                              |

| Narodna sestava prebivalstva po letih | Narodna sestava prebivalstva po letih | Narodna sestava prebivalstva po letih |
| --- | --- | --- |
| 1971 | 1981 | 1991 |
| . skupaj: 158.736 Srbi 92.465 (58,25 %) Hrvati 33.371 (21,02 %) Muslimani 24.268 (15,28 %) Jugoslovani 4.684 (2,95 %) drugi in neznano 3.948 (2,48 %) | . skupaj: 183.618 Srbi 93.389 (50,86 %) Hrvati 30.442 (16,57 %) Muslimani 21.726 (11,83 %) Jugoslovani 31.347 (17,07 %) drugi in neznano 6.714 (3,65 %) | . skupaj: 195.692 Srbi 106.826 (54,61 %) Hrvati 29.026 (14,83 %) Muslimani 28.558 (14,59 %) Jugoslovani 23.656 (12,08 %) drugi in neznano 7.626 (3,89 %) |

### Banjaluka (naselje)
| Pregled števila prebivalcev po letih | Pregled števila prebivalcev po letih | Pregled števila prebivalcev po letih | Pregled števila prebivalcev po letih | Pregled števila prebivalcev po letih | Pregled števila prebivalcev po letih | Pregled števila prebivalcev po letih | Pregled števila prebivalcev po letih | Pregled števila prebivalcev po letih | Pregled števila prebivalcev po letih | Pregled števila prebivalcev po letih | Pregled števila prebivalcev po letih |
| ------------------------------------ | ------------------------------------ | ------------------------------------ | ------------------------------------ | ------------------------------------ | ------------------------------------ | ------------------------------------ | ------------------------------------ | ------------------------------------ | ------------------------------------ | ------------------------------------ | ------------------------------------ |
| 1879                                 | 1885                                 | 1895                                 | 1910                                 | 1921                                 | 1931                                 | 1948                                 | 1953                                 | 1961                                 | 1971                                 | 1981                                 | 1991                                 |
| 9.560                                | 11.357                               | 13.566                               | 14.800                               | 18.001                               | 22.165                               | 31.223                               | 38.135                               | 50.650                               | 90.831                               | 123.937                              | 143.079                              |

| Narodna sestava prebivalstva po letih | Narodna sestava prebivalstva po letih | Narodna sestava prebivalstva po letih |
| --- | --- | --- |
| 1971 | 1981 | 1991 |
| . skupaj: 90.831 Srbi 41.297 (45,46 %) Muslimani 23.411 (25,77 %) Hrvati 17.897 (19,70 %) Jugoslovani 4.606 (5,07 %) drugi in neznano 3.620 (3,98 %) | . skupaj: 123.937 Srbi 51.839 (41,82 %) Muslimani 20.916 (16,87 %) Hrvati 16.314 (13,16 %) Jugoslovani 30.318 (24,46 %) drugi in neznano 4.550 (3,67 %) | . skupaj: 143.079 Srbi 70.155 (49,03 %) Muslimani 27.689 (19,35 %) Hrvati 15.700 (10,97 %) Jugoslovani 22.645 (15,82 %) drugi in neznano 6.890 (4,81 %) |

## Kultura
Muzej Republike Srbske je nasledil Etnografski muzej, ustanovljen leta 1930, in razširil svojo postavitev z zbirkami arheologije, zgodovine, umetnostne zgodovine in narave. Muzej moderne umetnosti Republike Srbske, imenovan tudi MSURS, Muzej sodobne umetnosti, prikazuje razstave domačih in svetovnih umetnikov.
Banjaluka je dom Narodnega gledališča in Narodne knjižnice, oba iz prve polovice 20. stoletja, ter številnih drugih gledališč. Sedež Arhiva Republike Srbske se nahaja v stavbi, znani kot Carska kuća, zgrajeni okoli leta 1880. V neprekinjeni javni uporabi je dlje kot katera koli druga zgradba v Banjaluki.
Ena najbolj znanih kulturnih znamenitosti v Banjaluki je kulturni center Banski Dvor, zgrajen v 1930-ih kot rezidenca banov Vrbaske banovine.
V mestu delujejo številna kulturno umetniška društva. Najstarejša je CAA Pelagić (ustanovljena 1927), ena najstarejših tovrstnih ustanov v Bosni in Hercegovini.